# Spina (Campello sul Clitunno)
Spina è una frazione del comune di Campello sul Clitunno (PG).
Con questo nome sono indicati due paesi distinti. 
Spina Nuova è una villa percorsa dall'omonima strada, la Via della Spina, che veniva anticamente usata per raggiungere la Valnerina, Sellano, Verchiano e Colfiorito: essa è sul versante spoletino, prima del valico. Dopo il valico, verso Cammoro, si trova invece Spina Vecchia.
Il paese di Spina Nuova si trova a 869 m s.l.m. ed è abitato da 33 residenti, secondo i dati Istat del 2001  Archiviato il 27 ottobre 2020 in Internet Archive..
La Spina di Campello fa parte dell'associazione nazionale Città del Tartufo.

## Storia
In tutta l'area è frequente il rinvenimento di reperti romani, a testimonianza dell'antica frequentazione.
Il vecchio castello di Spina (Castrum Spine) fu edificato tra il XII ed il XIII secolo, a guardia dell'antica via. Durante il periodo del Ducato di Spoleto la sua funzione era vitale per mettere in comunicazione la piana spoletina con i territori montuosi del nord-est: gli Statuti di Spoleto del 1296 la citano per via della sua rilevanza.
Un documento del 1258 ricorda sia una rocca che un castello di Spina; alla fine del XIII secolo gli spoletini radunarono nel castello di Spina tutti gli abitanti sparsi, assieme a quelli di Acera, dandogli statuti e podestà.
Nel 1326 il castello dovette essere occupato dal maresciallo della Curia Ducale, per cacciare via da esso i briganti che lo avevano conquistato.
Nel 1361 risultava appartenere al distretto della città di Spoleto. I conti di Campello lo ebbero come feudo personale, tanto che, dal 1410 al 1438, Lanfranco Campello vi si ritirò con la famiglia, facendo costruire l'omonima torre; nei decenni successivi, tali architetture andarono in rovina e l'erede, Eurialo Campello, rivendette tutti i diritti e possessi della famiglia.
Nel 1522 prese parte alla ribellione contro Spoleto, conclusa però con un ritorno all'obbedienza.

## Monumenti e luoghi d'interesse
- Chiesa dei Ss. Marco e Lorenzo (XV secolo), a Spina Nuova, strutturata a capanna. I dipinti interni, a tempera, sono dovuti ad un anonimo pittore del XVIII secolo, probabilmente locale o proveniente dalle Marche.
- Antica osteria, usata dai viandanti della via della Spina.
- Resti della rocca di Spina, con la torre di Campello, sul monte Torrone.
- Chiesa dei Ss. Pietro e Paolo (forse citata in documenti storici con il nome di Beata Maria Vergine de montibus), con un piccolo cimitero, posta al bivio per Agliano. All'interno si trova un affresco che ritrae il leggendario passaggio dei santi per questi luoghi (vedi anche la tradizione di Cancelli).

## Economia e manifestazioni
Il territorio circostante, prettamente montuoso, è ricoperto da boschi ed è molto facile trovare e raccogliere il tartufo.
Ad agosto vi si svolge la Sagra del tartufo estivo.